# バリウムフェライト
バリウムフェライト（英: Barium ferrite, BaFe, BaM）は、組成式BaFe12O19 で表わされる無機化合物である。バリウムフェライトおよび関連するフェライト材料は磁気ストライプカードやスピーカーなどに用いられる。
バリウムフェライトはBa2+(Fe3+)12(O2−)19のように記述できる。Fe3+中心はフェリ磁性結合しており、単位胞あたりの正味磁気モーメント40μBを持つ。
バリウムフェライトは磁性が高く、充填率の高い金属酸化物である。遅くとも1931年から研究されており、磁気ストライプカードやスピーカー、磁気テープに応用されている。温度変化や腐食、酸化に強い磁性体として、特に長期データ保存用途に使われることが多い。

## 化学構造
Fe3+はd5高スピン電子配置をとり、フェリ磁性結合をもつ。この領域の技術は通常、材料工学および固体化学の応用とみなされる。
バリウムを含有する「六方晶系フェライト」には、他にも一群の産業上有用な材料が知られている。これらの酸化物は、通常とは異なりスピネル型構造ではなく六方最密充填構造をとる。さらに、酸素サイトの一部はBa2+ イオンに置換されている。組成式としてはBaFe12O19, BaFe15O23,  BaFe18O27などが知られる。
バリウムフェライトの結晶は、塩化バリウム、塩化鉄(II)、硝酸カリウム、水酸化ナトリウムの水酸化物対塩化物比2:1の混合物からワンステップで水熱合成することができる。硝酸鉄(III)、塩化バリウム、クエン酸ナトリウム、水酸化ナトリウムからナノ粒子を得ることもできる。しかし、典型的には炭酸バリウムを酸化鉄(III)とともに煆焼することにより調製される。
BaCO3 + 6 Fe2O3 {\displaystyle {\ce {->[{\text{Δ}}]}}} BaFe12O19 + CO2

## 物性
バリウムフェライトは湿度や腐食等の様々な悪条件環境にも耐える長寿命記憶媒体へ応用される。フェライトは既に酸化されているためさらなる酸化を受けることはない。これはバリウムフェライトが腐食にとても強い理由の1つとしてあげられる。また、長寿命記憶媒体には熱劣化耐性も求められるが、バリウムフェライトは熱消磁耐性も高い。バリウムフェライトのキュリー温度は通常およそ450 °C (723 K)である。
バリウムフェライト磁石を加熱すると、固有保磁力が向上するが、この物性により熱消磁耐性がさらに向上する。フェライト磁石は温度が向上するにつれて、熱消磁耐性が大きく向上をする唯一の種類の磁石である。バリウムフェライトのこの特性により、モーターや発電機、スピーカーにも応用がしやすくなっている。フェライト磁石は300 °Cまで磁石として利用ができ、上記のような用途に非常に使いやすい。フェライト磁石は他のセラミクス同様に電気絶縁性が極めて高く、かつ脆い。加工性も良く、様々なサイズ・形状に加工することができる。

### 化学的物性
バリウムフェライトは堅牢なセラミックスであり、一般に湿度や腐食に対して安定である。また、バリウムフェライトは酸化物であるため合金に比べて酸化耐性も高く、寿命が長い。

### 機械的物性
磁気テープ及び磁気ストライプに用いられてきた金属粒子は高密度データストレージ向けには限界をむかえていた。データ容量を25倍にするためにはデータトラック密度を5倍以上に高め、トラックの単位データあたりの長さを45%に抑える必要があり、そのためには個々の粒子のサイズを小さくする必要がある。 金属粒子のサイズが小さくなるにつれて、酸化による劣化を防ぐために必要な不動態皮膜の厚さは厚くなる。厚い不動態皮膜を持つ粒子の信号雑音比を許容水準に抑えることは困難であり、問題となっていた。
バリウムフェライトは金属粒子とは異なり、すでに酸化されているため保護層によりサイズを制限されることがない。また、六方晶系の構造を持つため金属粒子の場合の無秩序な棒状構造よりも秩序化しやすい。他にも、サイズのばらつきに関しても金属粒子では40–100 nmと幅があるのに対してバリウムフェライトは20 nmに揃う。したがって、バリウムフェライト粒子のサイズは最小の金属粒子よりも半分ほど小さい。

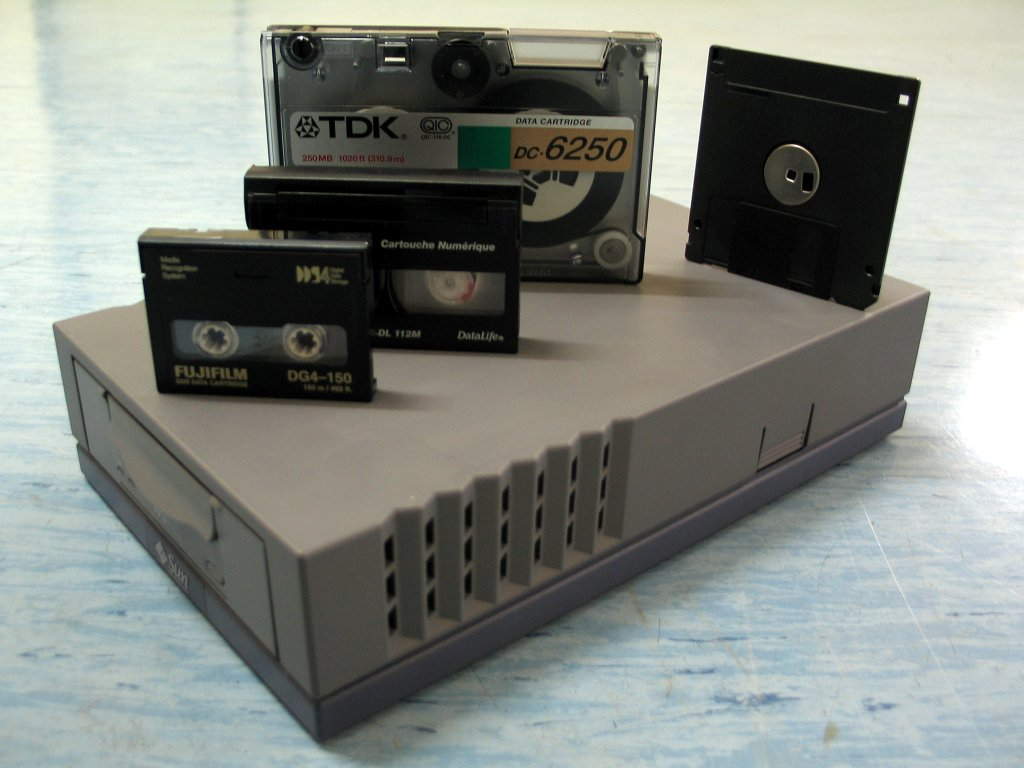
バリウムフェライトは磁気テープドライブおよびフロッピーディスクに利用される。

バリウムフェライトは記録メディアや永久磁石、磁気ストライプカード（クレジットカード、カードキー、IDカード等）に応用される。この材料の安定性により、サイズを格段に小さくすることができ、充填密度を一段と大きくすることができる。従来のメディアでは記録に十分な保磁力を得るためにドープされた針状結晶酸化物が用いられてきた。ドープされない針状結晶酸化物は保磁力が非常に小さく磁気的に脆いのに対し、バリウムフェライトは保磁力が高く磁気的に堅牢であり、磁気記録媒体への応用により適しているためここ数十年でバリウムフェライトは針状結晶酸化物に取って代わった。
バリウムフェライトを用いる磁気IDカードは、それぞれのカードに固有の磁気的指紋を有し、リーダはそれに対して自動校正を行う。
バリウムフェライトはスピーカ向け磁石用途で一般的な選択となっている。バリウムフェライトは型に圧入して固めた粉体を加熱し焼結させることにより、磁性を保ったまま一体の固体に成形できるため、ほぼどんなサイズにも形状にも成形可能である。この磁石は消磁に対する耐性が極めて高く、長期間に渡って利用されるスピーカユニットに適している。

### Linear Tape-Open
Linear Tape-Open (LTO)ストレージにもバリウムフェライトは用いられる。バリウムフェライト高データ密度により、将来的にLTOテープの容量向上もみこまれている。
この分野の技術開発により、バリウムフェライトの粒径はおよそ20 nmまで小径化された。金属粒子の粒径を100 nmよりも小さくするには課題があり、金属粒子はバリウムフェライトと比べて将来性にかけるとみなされる。
もうひとつの要素として形状が挙げられる。金属粒子は通常円筒形になり、充填性および積層性に欠ける。バリウムフェライト粒子は円形に近くより充填性がよい。

## 自然界における産出
バリウムフェライトは自然界にも産出するが、極めて希少である。熱変成作用にともない産出し、barioferriteと呼ばれる。